# Страда пер Батуело (Милано)
Страда пер Батуело је насеље у Италији у округу Милано, региону Ломбардија.
Према процени из 2011. у насељу је живело 76 становника. Насеље се налази на надморској висини од 134 м.